# The Abbey, Sutton Courtenay
The Abbey, Sutton Courtenay est un manoir à la cour du médiéval situé à Sutton Courtenay, un village dans l'Oxfordshire, au Royaume-Uni. Il est situé près de la Tamise, à trois kilomètres au sud de la ville d'Abingdon-on-Thames. The Abbey est historiquement situé dans le Berkshire. The Abbey a été reconnue par le 'Historic England' comme un bâtiment d'un intérêt historique et architectural exceptionnel. C'est considéré comme un exemple parfait du manoir médiéval anglais et est un bâtiment classé Grade I.
The Abbey a ses origines au XIIIe siècle en tant que presbytère de l'abbaye d'Abingdon, une abbaye bénédictine située à Abingdon. Plusieurs phases de construction ont eu lieu au Moyen Âge, menées par des personnes telles que Thomas Beckington, mais ce n'est qu'au XVIIe siècle que le plan actuel a été achevé. C'est probablement à l'époque victorienne que la maison a acquis le nom de 'The Abbey'. De 1495 à 1867, The Abbey était en possession de la Chapelle Saint-Georges de Windsor, qui louait le domaine.
Après avoir été habité par Evelyn St. Croix Fleming, la mère d'Ian Fleming, le domaine a été acheté par David Astor en 1958, qui l'a loué à l'Ockenden Venture qui offrait un refuge aux réfugiés et aux enfants déplacés. Dans les années 70, The Abbey a été prêtée à l'évêque exilé Colin Winter pour abriter le Namibia International Peace Centre. En 1973, le Dalaï-lama a visité The Abbey. En 1978, la famille Astor a vendu la maison et en 1980, The Abbey est entrée en possession de The New Era Centre, une organisation à but non lucratif dirigé par Dr Fred Blum et l'évêque Stephen Verney. The New Era Centre a utilisé The Abbey comme une retraite spirituelle et un centre de conférence, et a changé son nom pour The Abbey, Sutton Courtenay en 1991.

## Galerie

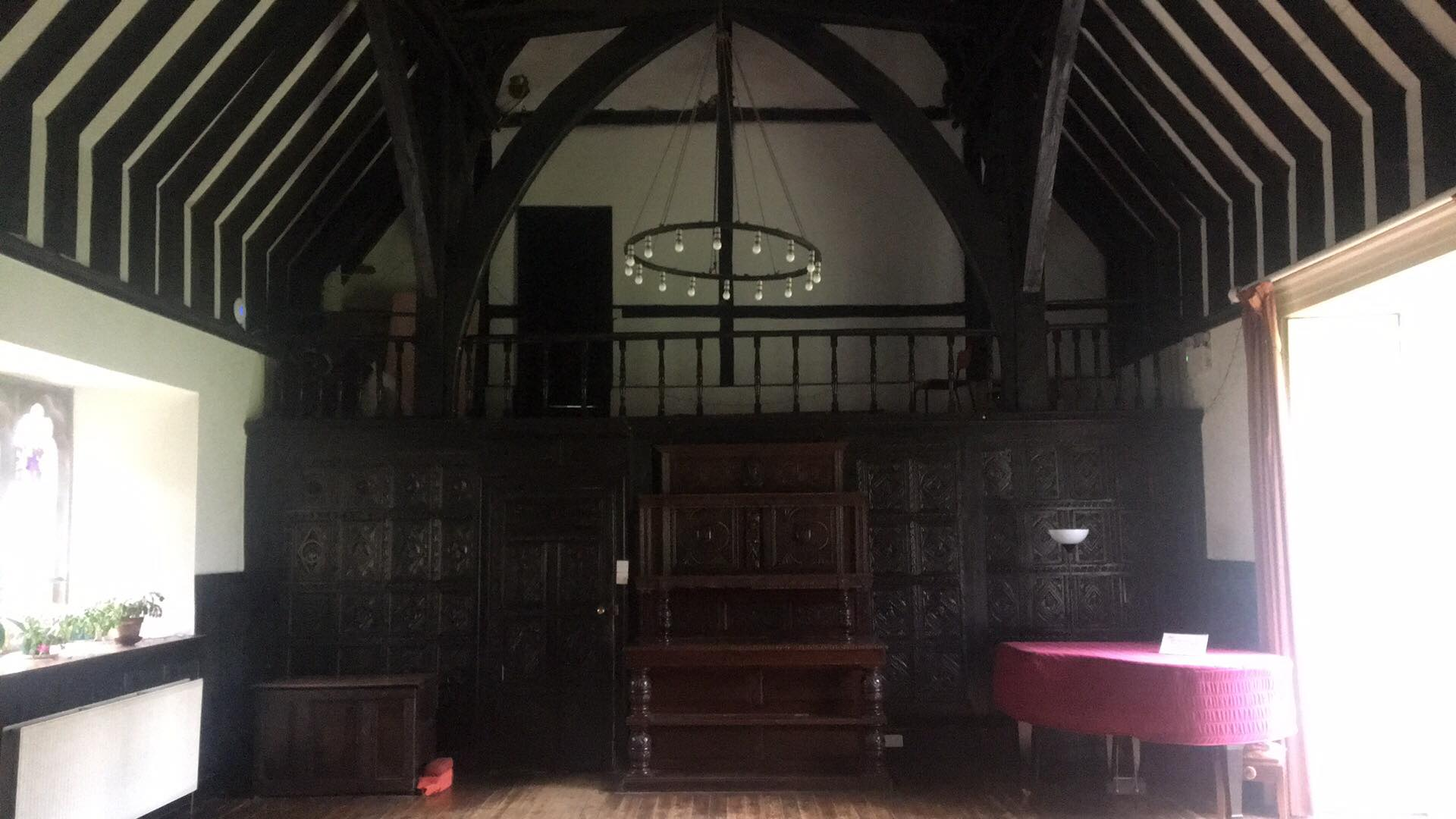
La grande salle
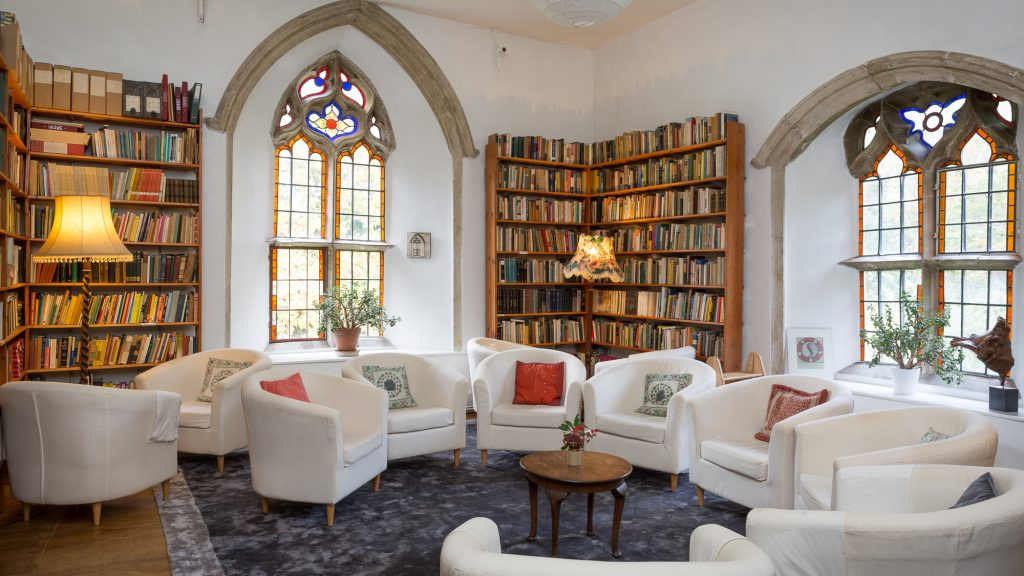
La bibliothèque
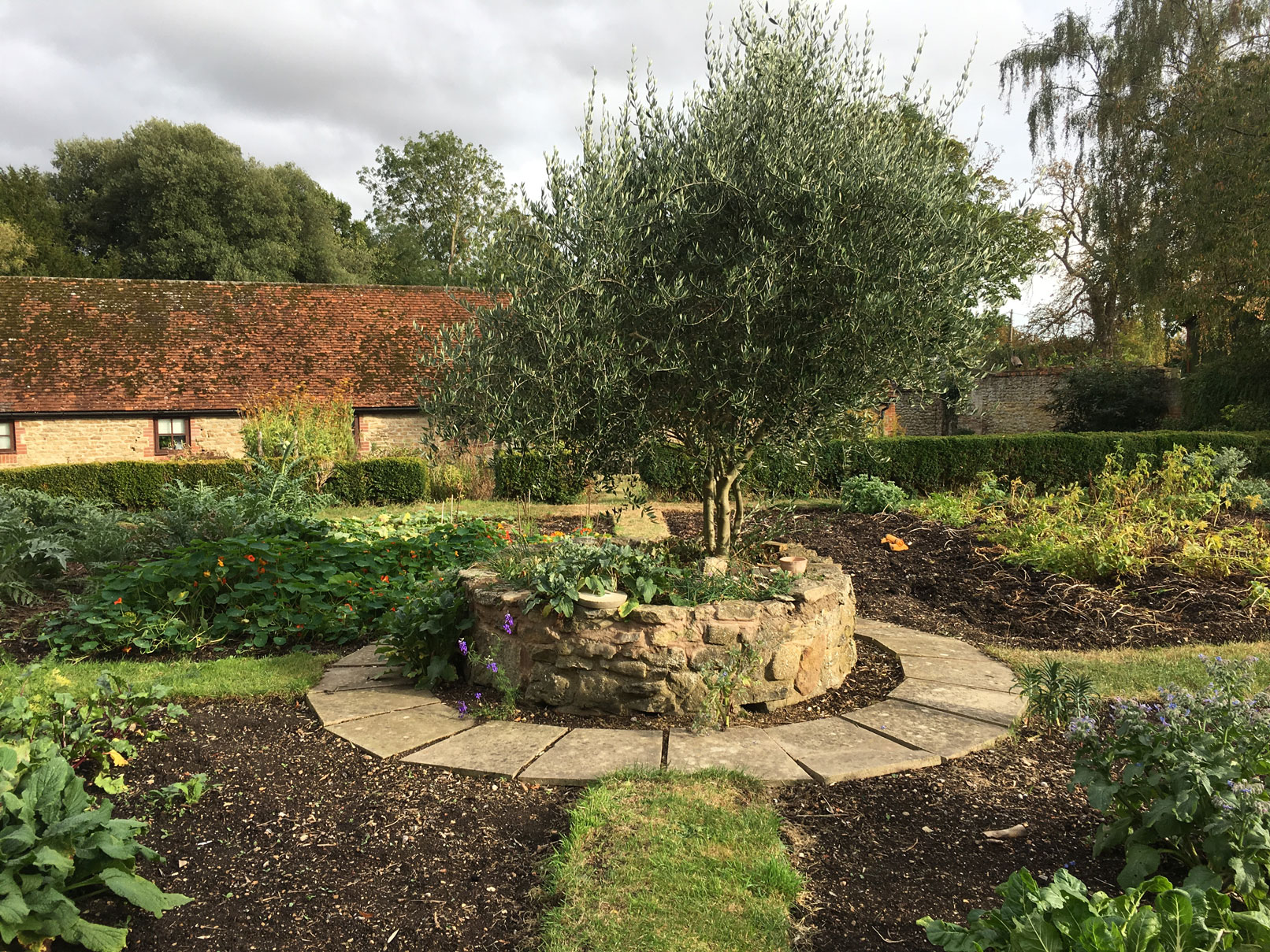
Le jardin
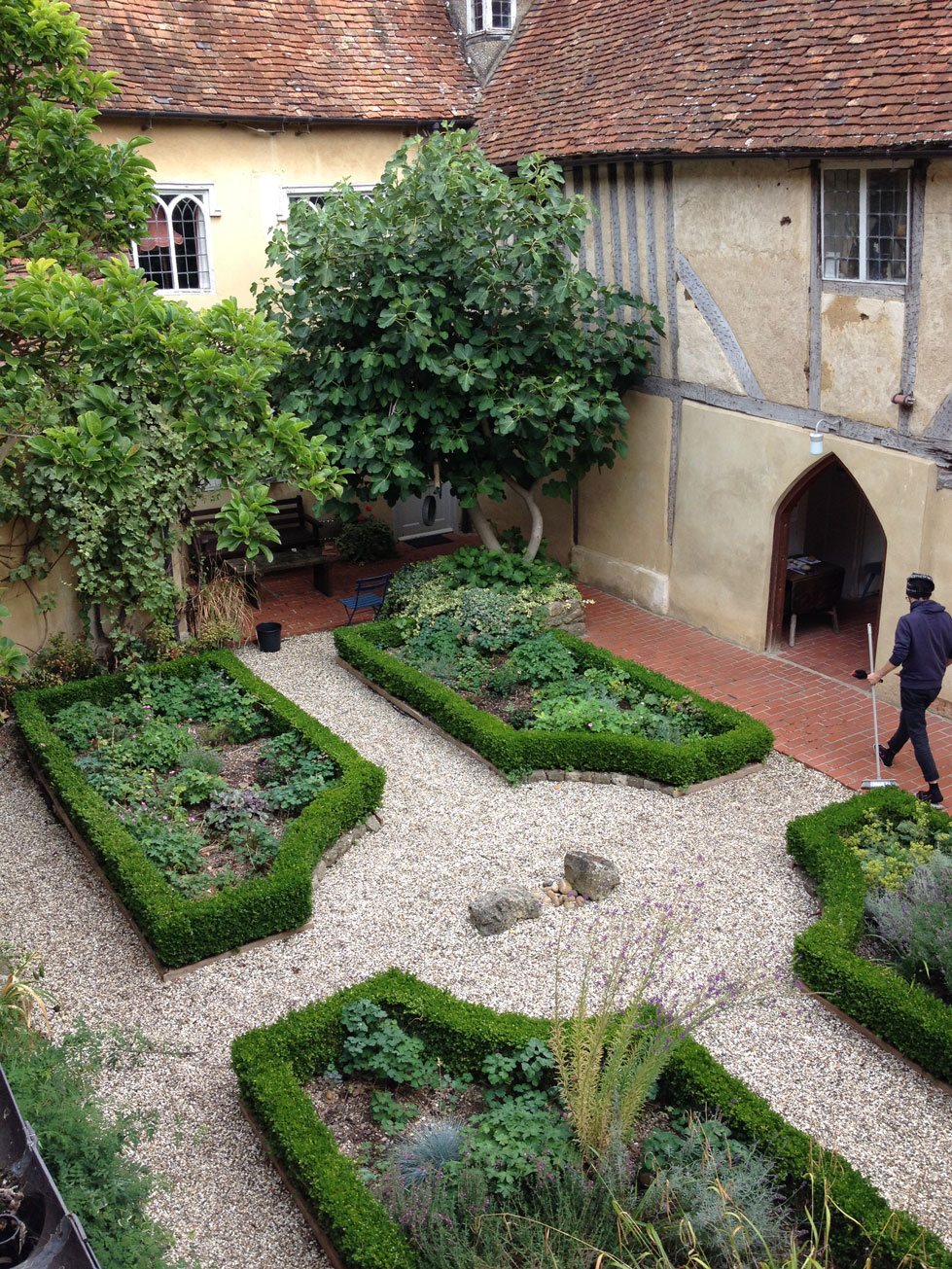
La cour
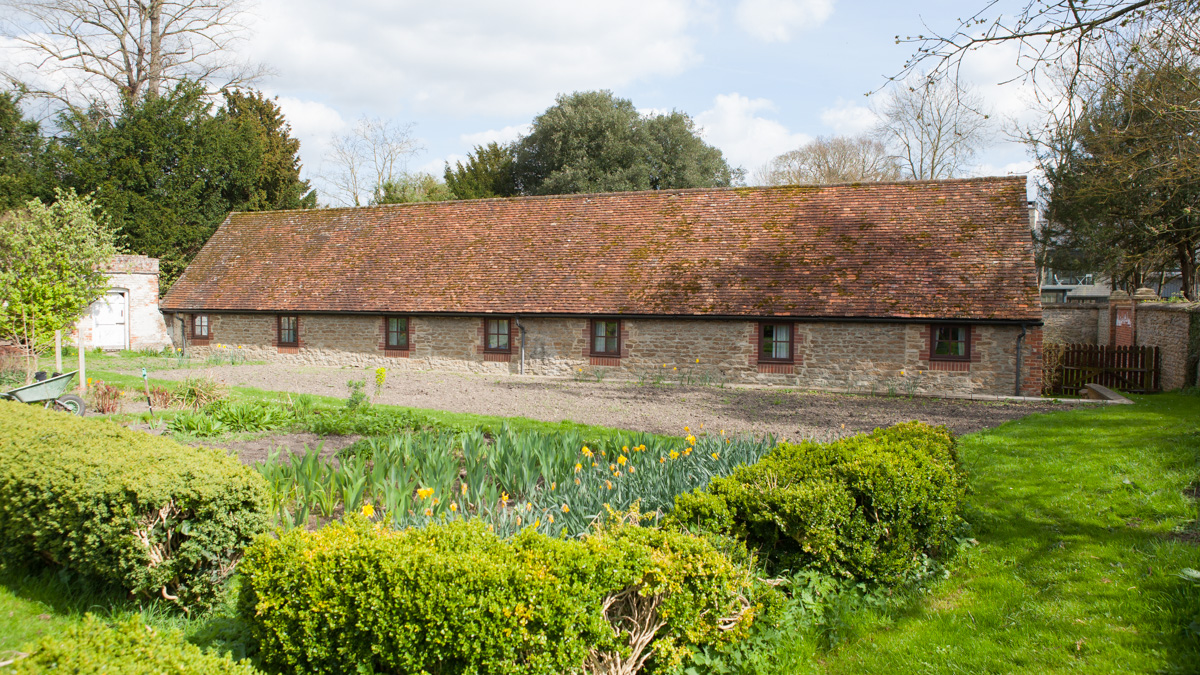
Les chambres d'hôtes